# Arrest Flora/Van der Kamp
Het arrest Flora/Van der Kamp (HR 11 mei 1951, NJ 1952/127) is een uitspraak van de Nederlandse Hoge Raad die betrekking heeft op de nietigheid van een overeenkomst die is aangegaan in strijd met een wettelijke bepaling. Het is niet nodig dat partijen hiervan op de hoogte zijn.

## Casus
Omstreeks september 1947 levert Van der Kamp een partij van 500 ijzerplaten aan Flora voor een prijs van 1500 gulden. De koopprijs was beduidend hoger dan destijds toegestaan door de prijsvoorschriften gegeven krachtens artikel 3 van de Prijsopdrijvings- en Hamsterwet. Als Flora daar later achter komt vordert hij (primair) nietigverklaring van de overeenkomst.

## Hoge Raad
In tegenstelling tot de rechtbank en het hof bepaalt de Hoge Raad dat de overeenkomst nietig is. Dit ondanks dat beide partijen mogelijk niet op de hoogte waren van een maximumprijs.

dat immers de overtreding van een wettelijk voorschrift waarbij het sluiten van bepaalde overeenkomsten wordt verboden, nietigheid meebrengt, behalve in het zich te dezen niet voordoende geval, dat uit het voorschrift zelf of uit de strekking daarvan volgt, dat aan de overtreding dit gevolg niet is verbonden.